# Calamis

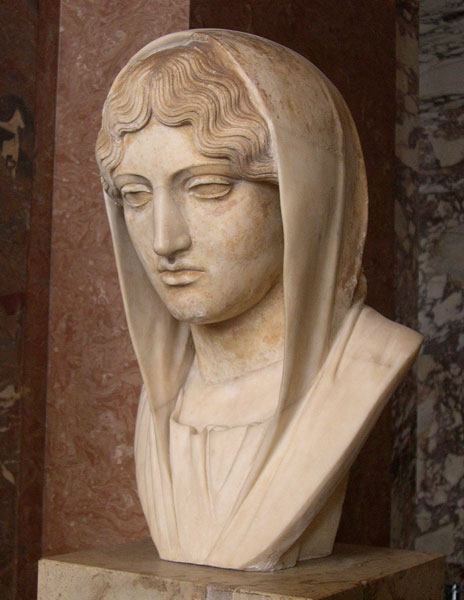
Aspasie, sans doute lAphrodite Sosandra de Calamis l'Ancien, copie romaine, Paris, musée du Louvre.

Calamis (en grec ancien : Κάλαμις) est un sculpteur grec du style sévère, actif au début du Ve siècle av. J.-C., entre -480 et -450 environ. Il ne doit pas être confondu avec un autre sculpteur du même nom, actif au début du siècle suivant,.

## Calamis l'Ancien

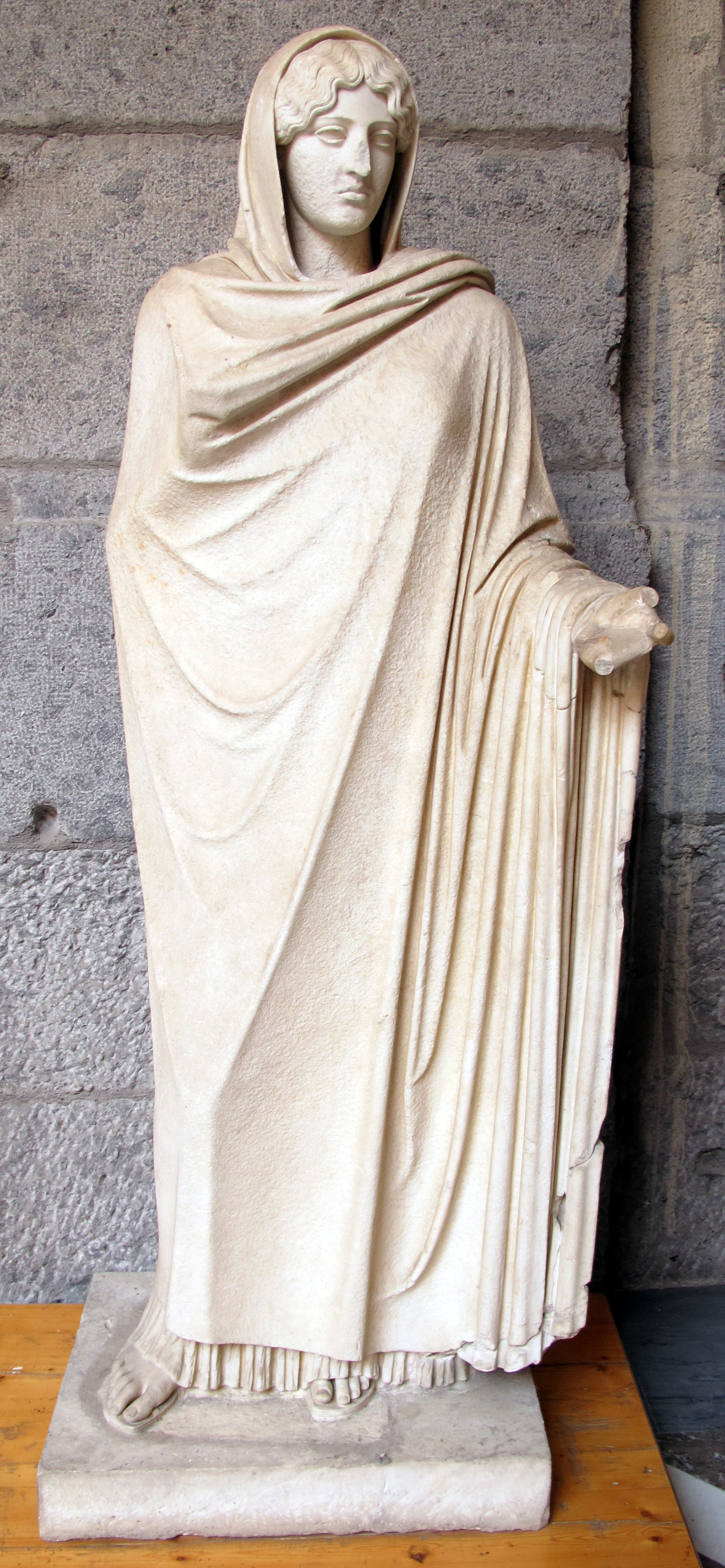
Aphrodite Sosandra, copie romaine provenant de Baïes.

Calamis dit « l'Ancien » travaille à Athènes, dont il est peut-être originaire,. On ne connaît rien de sa vie. Claude Rolley indique que « Pythagoras, Onatas et Calamis, malgré leur grande célébrité dans l'Antiquité, ne sont guère pour nous que des fantômes ». Il n'évoque aucune sculpture attribuée à cet artiste dans le premier tome de son ouvrage monumental sur la sculpture grecque. Aucune mention, non plus, dans La sculpture grecque de l'historien d'art, Bernard Holtzmann (2010) ni dans le manuel de l'École du Louvre (1998-2011).
La principale œuvre qui lui est attribuée est l'Apollon Alexikakos (protecteur) que Pausanias voit au Céramique d'Athènes au IIe siècle apr. J.-C. On l'a reconnu dans divers types statuaires, comme l'Apollon de Cassel, l’Apollon à l'omphalos ou encore des monnaies en bronze d'Athènes. On lui attribue une autre statue d'Apollon, haute de près de 13 mètres, commande de la cité d'Apollonie du Pont, que Marcus Lucullus emporte à Rome.
Sa statue d'Aphrodite Sosandra (salvatrice des hommes), consacrée par Callias sur l'acropole d'Athènes, est très admirée par Lucien de Samosate, qui vante son « sourire serein et discret », sa légèreté et son élégance. Elle représente probablement Elpinikè, sœur de Cimon et femme de Callias. On a probablement retrouvé sa base, qui porte l'inscription : « Consécration de Callias. Œuvre de Calamis » ([Καλ]λίας [ἀνέ]θηκε [Κάλ]αμις [ἐπόε]) », mais pas la statue elle-même. Elle a été identifiée dans le type dit « d'Aspasie ».
Œuvres

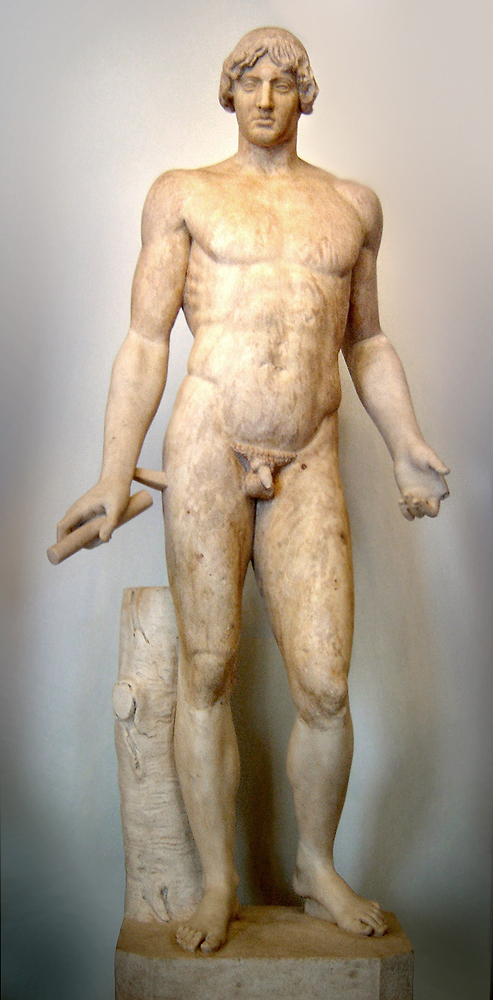
Apollon à l'omphalos, vers -470. Copie romaine, musées du Capitole, Rome.

- Aleuméné, statue lui étant attribuée dans l'Histoire naturelle de Pline l'Ancien[16].
- Aphrodite Sosandra[17].
- Apollon à l'omphalos, musée national archéologique d'Athènes.
- Apollon Alexicacos, cette statue se trouvait à l'entrée du temple d'Apollon Patroos qui lui était consacré à Athènes, mais nous demeure inconnue.
- Apollon d'Apollonie du Pont, statue d'Apollon reproduite sur des monnaies de cette cité et attribuée à Calamis.
- Poséidon d'Histiée, musée national archéologique d'Athènes.
- Hermès criophore[18], bronze pour la cité de Tanagra.
- Dieu de l'Artémision, broner exposé au musée national archéologique d'Athènes (attribution incertaine).
- Dionysos en bronze pour la cité de Tanagra[19].

## Calamis le Jeune
Calamis dit « le Jeune » est un sculpteur grec du IVe siècle av. J.-C., probablement originaire d'Athènes. Ses œuvres ne sont pas parvenues. Il est seulement mentionné par le voyageur grec Pausanias le Périégète qui déclare avoir vu certaines de ses œuvres lors de sa visite à Delphes, avec celles de son élève le sculpteur athénien Praxias, qui a vécu au IVe siècle av. J.-C.,,,. Il s'ensuit que ce second Calamis, actif au IVe siècle av. J.-C., ne peut être la même personne que le sculpteur Calamis de la première moitié du IVe siècle av. J.-C..

#### Calamis l'Ancien
- Léon Lacroix, Les reproductions de statues sur les monnaies grecques, Librairie Droz, Bibliothèque de la Faculté de Philosophie de Liège, fasc. CXVI, 1949.
- John Boardman (trad. Florence Lévy-Paoloni), La Sculpture grecque classique [« Greek Sculpture: The Classical Sculpture »], Paris, Thames & Hudson, coll. « L'Univers de l'art », 1995 (1re édition 1985) (ISBN 2-87811-086-2), p. 79-80.
- Marion Muller-Dufeu, La Sculpture grecque. Sources littéraires et épigraphiques, Paris, éditions de l'École nationale supérieure des Beaux-Arts, coll. « Beaux-Arts histoire », 2002 (ISBN 2-84056-087-9), nos 683 à 705 (Calamis I) et nos 1624 à 1630 (Calamis II).
- (de) J. Overbeck, Schrift qu…, no 508 ss.
- (de) H. Brunn, Ges.d. Griech Künstler, I, p. 125 ss.
- (de) E. Reisch, Kalamis Gestrr Jahresh…, 9, 1906, p. 199 ss.
- (de) F. Stuniczaka, Kalamis Abhandp, d. sa. ges. d. wiss, Philo, hist, Cl. 25,4, 1907.
- (de) Bieber in Thieme-Becker, Allgem Lex der bild Künstler, 1926, p. 453 ss.
- (en) G. M. Richter, Sculpture and sculptors, p. 201 ss.

#### Calamis le Jeune
- Pausanias, Voyage en Grèce
- Inscriptiones Graecae , IG II³ 496
- Michael Scott, Delphes et Olympie, p. 137
- Karl Julius Sillig, « Pline l'Ancien », Dictionnaire des artistes de l'Antiquité, p. 34